# جوني هاريس (ملاكم)
جوني هاريس (بالإنجليزية: Johnny Harris)‏ (1974 في المملكة المتحدة - ) هو ممثل أفلام وممثل مسرحي وكاتب سيناريو وملاكم بريطاني.

## روابط خارجية
- جوني هاريس على موقع IMDb (الإنجليزية)
- جوني هاريس على موقع ألو سيني (الفرنسية)
- جوني هاريس على موقع أول موفي (الإنجليزية)
- جوني هاريس على موقع قاعدة بيانات الأفلام السويدية (السويدية)
- جوني هاريس على موقع كينوبويسك (الروسية)
- جوني هاريس على موقع كينوبويسك (الروسية)